# Нульовий пацієнт
Нульовий пацієнт (англ. index case, patient zero) — перший пацієнт, який заразився у популяції епідеміологічного дослідження.
Нульовий пацієнт може вказувати на джерело захворювання, можливі шляхи розповсюдження, а також бути резервуаром хвороби між спалахами захворювання. Спалах захворювання починається саме з нульового пацієнта, цей пацієнт є першим хворою людиною. Первинними пацієнтами називають тих людей, які заразилися від нульового пацієнта.

## Нульовий пацієнт ВІЛ/СНІД

У статті 1984 року показано статеві контакти 40 пацієнтів з діагнозом СНІД. З цих пацієнтів саме у Дюга проявилися перші симптоми СНІД. Дюга відповідає коло в центрі з цифрою «0»

Термін «нульовий пацієнт» часто використовується для опису пацієнта, з якого почалося поширення ВІЛ/СНІД по Північній Америці.
У ранні роки вивчення ВІЛ/СНІД сценарій розвитку хвороби і встановлення «нульового пацієнта» було проведено доктором Вільямом Дерроу і його колегами з CDC. Епідеміологічне дослідження показало, яким чином нульовий пацієнт інфікував безліч партнерів ВІЛ і як вони швидко поширили вірус по світу (Auerbach et al., 1984). Одним з переносників ВІЛ з Європи в США був визначений Гаетан Дюга, який, як передбачалося раніше, поширив вірус в США через гей-сауни.
В ході недавнього дослідження одних з ранніх задокументованих випадків ВІЛ, проведених біологом-еволюціоністом Michael Worobey, з'ясувалося, що Дюга не міг почати розповсюдження захворювання в США — це сталося в інший час і в іншому місці.